# Empoascanara angkhangica
Empoascanara angkhangica är en insektsart som beskrevs av Hongsaprug 1983. Empoascanara angkhangica ingår i släktet Empoascanara och familjen dvärgstritar.
Artens utbredningsområde är Thailand. Inga underarter finns listade i Catalogue of Life.